# ニック・ヴァレロンガ
ニック・ヴァレロンガ（Nick Vallelonga, 1959年9月13日 - ）は、アメリカ合衆国の俳優、脚本家、映画監督、プロデューサーである。

## 人物
脚本・製作を務めた映画『グリーンブック』（2018年）により第91回アカデミー賞作品賞と脚本賞を獲得した。監督映画には『ダブルクロス/陰謀』（1995年）、『Choker』（2005年）、『ベルベット・スパイダー』（2008年）などがある。

## 生い立ちとキャリア
ニューヨークで俳優のトニー・リップのもとに生まれる。最初期は父と共に『ゴッドファーザー』、『スプラッシュ』、『グッドフェローズ』、『女と男の名誉』などに端役で出演した。クリストファー・コッポラ監督の『プロフェッショナル』で脚本家デビューを果たす。以降は俳優を続けつつ映画製作者としても活動する。
2018年にヴァレロンガは父とピアニストのドン・シャーリーの友情を描いた映画『グリーンブック』で共同脚本、製作を務めて多数の賞を獲得したが、一方でシャーリーの遺族からは事実誤認のある内容だと非難を浴びた。『バラエティ』でヴァレロンガは「（シャーリー家が）認知していない多くの情報があり、そして私が彼らと話さなかったことで彼らは傷つけられてしまった。しかし正直に言うと、ドン・シャーリーは私に誰にも話さないようにと言った。そして彼は自分の人生の特定の部分だけを望んでいた（中略）だから私が彼らに連絡をしなかったと言われても、約束を破りたくはなかったのでそれは困難だった」と語った。

## 論争
2015年にヴァレロンガは9・11事件を喜ぶムスリムを目撃したと主張する話を肯定するツイートを投稿していた。2019年1月にそのツイートがやり玉に挙がると彼は「謝罪したい。私は自分の人生を通し、違いを克服して意気投合するという物語をスクリーンに持ち込もうとしたのであり、『グリーンブック』に関係する全ての人々に非常に申し訳ないと思う」と答えた。

## フィルモグラフィ

### 映画
| 年   | 作品                                                                        | 役職                   | 役名                       | 備考           |
| ---- | --------------------------------------------------------------------------- | ---------------------- | -------------------------- | -------------- |
| 1972 | ゴッドファーザー The Godfather                                              | 出演                   | 結婚式のゲスト             | クレジット無し |
| 1984 | スプラッシュ Splash                                                         | 出演                   | ニュースカメラマン         | クレジット無し |
| 1984 | パッショネイト 悪の華 The Pope of Greenwich Village                         | 出演                   | スティックボール選手       | クレジット無し |
| 1985 | 女と男の名誉 Prizzi's Honor                                                 | 出演                   | 放火魔                     | クレジット無し |
| 1990 | グッドフェローズ Goodfellas                                                 | 出演                   | ヘンリーの背後に座る受刑者 | クレジット無し |
| 1993 | サイコ・コップ/戦慄のパーティー Psycho Cop 2                                | 出演                   | マイク                     |                |
| 1993 | プロフェッショナル Deadfall                                                 | 脚本                   | N/A                        |                |
| 1994 | A Brilliant Disguise                                                        | 出演・監督             | ブライアン                 |                |
| 1995 | ダブルクロス/陰謀 In the Kingdom of the Blind, the Man with One Eye Is King | 出演・監督・脚本・製作 | アル                       |                |
| 1997 | The Corporate Ladder                                                        | 出演・監督・脚本       | フランキー                 |                |
| 2000 | コヨーテ・アグリー Coyote Ugly                                              | 出演                   | 警官                       |                |
| 2005 | Choker                                                                      | 出演・監督・脚本・製作 | フランク・ルッソ           |                |
| 2006 | オール・イン/エースの法則 All In                                            | 出演・監督・製作       | トニー                     |                |
| 2006 | Machine                                                                     | 出演・製作             | サント                     |                |
| 2007 | 新・王子と少年 A Modern Twain Story: The Prince and the Pauper              | 製作                   | N/A                        | テレビ映画     |
| 2008 | ベルベット・スパイダー Stiletto                                             | 監督・製作             | N/A                        |                |
| 2011 | Yellow Rock                                                                 | 監督                   | N/A                        |                |
| 2012 | ジョーズ・リターン Jersey Shore Shark Attack                                | 出演                   | ヴィニー                   | テレビ映画     |
| 2016 | ザ・ヴィジランテ 世界最強の私設軍隊 Vigilante Diaries                       | 出演・製作             | ドアガイ                   |                |
| 2016 | リベンジ・リスト I Am Wrath                                                 | 製作総指揮             | N/A                        |                |
| 2018 | グリーンブック Green Book                                                   | 出演・脚本・製作       | オーギー                   |                |
| 2020 | カムバック・トゥ・ハリウッド!! The Comeback Trail                           | 出演                   | ギャングのボス             |                |

### テレビシリーズ
| 年   | 作品                                     | 役名     | 備考                                |
| ---- | ---------------------------------------- | -------- | ----------------------------------- |
| 2003 | ER緊急救命室 ER                          | コーラー | 第10シーズン第9話「去りし者」       |
| 2013 | New Girl / ダサかわ女子と三銃士 New Girl | オーナー | 第2シーズン第13話「オヤジは詐欺師」 |

## 受賞とノミネート
| 賞                               | 年   | 部門             | 作品           | 結果       |
| -------------------------------- | ---- | ---------------- | -------------- | ---------- |
| アカデミー賞                     | 2018 | 作品賞           | グリーンブック | 受賞       |
| アカデミー賞                     | 2018 | 脚本賞           | グリーンブック | 受賞       |
| 英国アカデミー賞                 | 2018 | 作品賞           | グリーンブック | ノミネート |
| 英国アカデミー賞                 | 2018 | オリジナル脚本賞 | グリーンブック | ノミネート |
| ゴールデングローブ賞             | 2018 | 脚本賞           | グリーンブック | 受賞       |
| サテライト賞                     | 2018 | オリジナル脚本賞 | グリーンブック | ノミネート |
| クリティクス・チョイス・アワード | 2018 | オリジナル脚本賞 | グリーンブック | ノミネート |
| サンディエゴ映画批評家協会賞     | 2018 | オリジナル脚本賞 | グリーンブック | ノミネート |
| デトロイト映画批評家協会賞       | 2018 | 脚本賞           | グリーンブック | 受賞       |
| ハリウッド映画賞                 | 2018 | 脚本賞           | グリーンブック | 受賞       |
| ワシントンD.C.映画批評家協会賞   | 2018 | オリジナル脚本賞 | グリーンブック | ノミネート |
| 全米製作者組合賞                 | 2018 | 劇場映画賞       | グリーンブック | 受賞       |